# 1485.
◄ | 14. stoljeće | 15. stoljeće | 16. stoljeće | ►
◄ | 1450-ih | 1460-ih | 1470-ih | 1480-ih | 1490-ih | 1500-ih | 1510-ih | ►
◄◄ | ◄ | 1482. | 1483. | 1484. | 1485. | 1486. | 1487. | 1488. | ► | ►►
Arhitektura • Astronomija • Glazba • Knjige • Književnost • Kršćanstvo • Medicina • Pravo • Promet • Slikarstvo • Znanost

## Događaji
- Otomansko (Osmansko) carstvo zauzima Hercegovinu
- Postignut Kutnohorski vjerski mir izjednačavajući utrakviste, tj. kalikstince (frakciju husita) i katolike pred zakonom u Češkoj

## Vanjske poveznice
|  | Zajednički poslužitelj ima još gradiva o temi 1485. |